# Wayne Panton
Wayne Panton est un homme politique britannique, Premier ministre des îles Caïmans de 2021 à 2023.

## Biographie
Il est nommé Premier ministre du territoire après les élections d'avril 2021. Il démissionne le 15 novembre 2023.